# الرقص في الغبار
الرقص في الغبار ( (بالفارسية: رقص در غبار)  فيلم إيراني أنتج عام 2003 من إخراج أصغر فرهادي .

## الحبكة
نزار شاب أذربيجاني يعيش في منطقة المهاجرين، تحت ضغط من أقاربه يطلق زوجته ريحان، وكل ما يمكنه فعله لزوجته المطلقة هو ترتيب دفع مهر زواجها على أقساط.  وخلال ذلك يواجه صعوبات كبيرة في جمع الأموال.

### فريق التمثيل
- فرامرز غريبيان في دور الرجل العجوز
- باران كوثري في دور الريحانة
- يوسف خوداباراست في دور نزار

## روابط خارجية
- الرقص في الغبار على موقع IMDb (الإنجليزية)
- الرقص في الغبار على موقع روتن توميتوز (الإنجليزية)
- الرقص في الغبار على موقع ألو سيني (الفرنسية)
- الرقص في الغبار على موقع أول موفي (الإنجليزية)
- الرقص في الغبار على موقع فيلمافينيتي (الإسبانية)
- الرقص في الغبار على موقع قاعدة بيانات الفيلم (الإنجليزية)
- الرقص في الغبار على موقع ليتربوكسد (الإنجليزية)
- الرقص في الغبار على موقع كينوبويسك (الروسية)
- الرقص في الغبار  في قاعدة بيانات الأفلام على الإنترنت (بالإنجليزية)